# Allognathotermes
Allognathotermes es un género de termitas isópteras perteneciente a la familia Termitidae que tiene las siguientes especies:
1. Allognathotermes hypogeus
2. Allognathotermes ivorensis